# Celeryn
Celeryn – imię męskie pochodzenia łacińskiego, oznaczające „szybki, śmigły”. Patronem tego imienia jest św. Celeryn, diakon, żyjący w III wieku. 
Żeński odpowiednik: Celeryna.
Celeryn imieniny obchodzi 3 lutego.